# 36-те командування особливого призначення
XXXVI-е (36-те) головне командування особливого призначення (нім. Höheres-Kommando XXXVI) — спеціальне головне командування особливого призначення Сухопутних військ Вермахту за часів Другої світової війни. 18 листопада 1941 року переформоване на XXXVI-й гірський корпус.

## Історія
XXXVI-е головне командування особливого призначення було сформоване 19 жовтня 1939 року в Бреслау на базі 14-го командування прикордонної охорони (нім. Grenzschutz-Abschnittkommando 14)

## Райони бойових дій
- Генеральна губернія (жовтень 1939 — травень 1940);
- Німеччина (травень 1940);
- Франція (травень — липень 1940);
- Норвегія (липень 1940 — листопад 1941).

## Командування

### Командири
- генерал-лейтенант Курт Людвіг фон Гінант (нім. Curt Ludwig Freiherr von Gienanth) (19 жовтня 1939 — 14 травня 1940);
- генерал-лейтенант Ганс Файге (нім. Hans Feige) (14 травня 1940 — 18 листопада 1941).

## Бойовий склад 36-го командування особливого призначення
Формування управління, забезпечення та підтримки
- 109-те артилерійське командування (Arko 109);
- 436-те управління корпусного постачання (Korps-Nachschubtruppen 436);
- 436-й корпусний батальйон зв'язку (Korps Nachrichten-Abteilung 436) (з 1940);
- 14-та прикордонна рота зв'язку (Grenz-Nachrichten-Kompanie 14) (1939-1940);
- 314-та телефонно-телеграфна рота Ландверу (Landwehr-Fernsprech-Kompanie 314);
- 14-та прикордонний мотоциклетний взвод зв'язку (Grenzschutz-Kradmeldezug 14) (1939-1940);
- 56-й батальйон гірських носильників (Gebirgs Träger Bataillon 56);
- 436-й взвод фельджандармерії (Feldgendarmerie-Trupp 436);
- 314-та польова пошта (Feldpostamt 314);
- 314-та автомобільна колона Ландверу перевезення небезпечних вантажів (kleine Landwehr-Fahr-Kolonne 314);
- 436-й парк вантажних автомобілів (Kraftfahrpark-Truppen 436).
- 314-та служба підтримки громадського порядку (Ordnungsdienste 314).
- XXXVI-е продовольче управління (Verpflegungsamt XXXVI).

- 71-ша піхотна дивізія (71. Infanterie-Division);
- 169-та піхотна дивізія (169. Infanterie-Division).

- 40-й танковий батальйон спеціального призначення (Panzer-Abteilung z.b.V. 40);
- 211-й танковий батальйон (Panzer-Abteilung 211).

- 169-та піхотна дивізія;
- підрозділи 6-ї гірської дивізії СС «Норд» (6. SS-Gebirgs-Division "Nord");
- 6-та фінська піхотна дивізія (6. finnische Division).